# Gorka
Gorka – rzekoma żona Siemomysła, postać będąca w rzeczywistości wymysłem szesnastowiecznego kronikarza.
Czeska kronika Wacława Hajki z XVI wieku podaje, że żona Siemomysła i matka Mieszka I nazywała się Gorka. Kronika ta nie wspomina nawet o jej pochodzeniu. Tak naprawdę matką Mieszka była nieznana z imienia poganka. Pojawił się domysł, że mogła być córką Włodzisława, księcia Lędzian żyjącego w 944 roku. Tego domysłu z braku źródeł nie można zweryfikować.
Historycy uznają tę wiadomość za niewiarygodną. Gorka jest tylko fikcyjną postacią literacką, która zapewne nie istniała, stąd też zupełny brak wcześniejszych informacji na ten temat. Prócz zapisku Wacława Hajki innych wiadomości o tej żonie Siemomysła brak. Jej imię pojawia się w powieści Józefa Ignacego Kraszewskiego Lubonie.